# Feryal Özel
Feryal Özel (auch Feryal Ozel; geboren am 27. Mai 1975 in Istanbul) ist eine türkisch-US-amerikanische Astrophysikerin, Astronomin und Hochschullehrerin. Sie gehörte zu dem Team des Event Horizon Telescopes (EHT), dem im April 2017 die ersten Aufnahmen Schwarzer Löcher gelangen.

## Leben
Özel besuchte die Mittel- und Oberstufe des Amerikanischen Gymnasiums Üsküdar in İstanbul. Im Jahr 1996 absolvierte sie das Bachelor-Studium in Physik und Angewandter Mathematik an der Columbia University in New York. Ihren Master in Physik erhielt Özel im folgenden Jahr am Niels-Bohr-Institut in Kopenhagen mit einer Arbeit über Supersymmetrische Zerfälle des Higgs-Boson-Elementarteilchens. Im Sommer 1995 arbeitete sie am CERN in Genf. Mit einer Dissertation über die Wirkungen starker Magnet- und Gravitationsfelder auf die Atmosphäre von Neutronensternen wurde sie 2002 im Fach Astrophysik an der Harvard University promoviert.
Bevor Özel 2005 als Assistant Professor an die University of Arizona (U of A) wechselte, war sie Postdoc-Stipendiatin des Hubble-Programms der NASA von 2002 bis 2003 am Institute for Advanced Study (IAS) in Princeton, New Jersey und von 2003 bis 2004 an der U of A. Dort wurde sie 2010 Associate Professor, bevor sie 2015 die Berufung auf einen Lehrstuhl erhielt. Özel unterrichtet in Tucson Astrophysik und Astronomie.
Özel führte die ersten genauen Messungen der Radien von Neutronensternen durch. Basierend auf ihrer Arbeit über Akkretionsflüsse machte sie die ersten Größenvorhersagen der Bilder von nahe gelegenen supermassiven Schwarzen Löchern bei verschiedenen Wellenlängen. Im April 2017 gelang es dem Team des Event Horizon Telescope eine Aufnahme eines supermassereichen Schwarzen Lochs im Zentrum der Galaxie Messier 87 (M87 oder NGC 4486) aufzunehmen, die 54 Millionen Lichtjahre entfernt ist. Das Objekt hat 6,5 Milliarden Sonnenmassen, ist aber von der Erde aus gesehen mit 50 Mikrobogensekunden (µas) so winzig wie ein Donut auf dem Mond. Für die Aufnahmen wurden acht verschiedene Teleskope zusammengeschaltet und synchronisiert. Zuvor waren Millionen von Simulationen Schwarzer Löcher erforderlich um die Instrumente auszulegen. Özel hatte sich seit ihrer Studentenzeit mit der Fotografie dieser Objekte beschäftigt.
Özel ist regelmäßiger Gast in Fernsehdokumentationen der Senderkette PBS, des History Channel, von CNN International und des türkischen Fernsehens. Im November 2010 wurde sie Sprecherin der Louis-Vuitton-Kampagne zur Alphabetisierung von Frauen im Nahen Osten.
Özel ist verheiratet und Mutter von zwei Töchtern.

## Auszeichnungen (Auswahl)
- Lucas Award der San Diego Astronomy Association, 2010.
- Bart J. Bok-Preis der Harvard University, 2010
- Maria Goeppert-Mayer Award der American Physical Society, 2013
- Guggenheim-Fellowship der John Simon Guggenheim Memorial Foundation, 2016
- Vorsitzende des Astrophysics Advisory Committees (APAC) der NASA, 2019
- Benennung eines Asteroiden nach ihr: (110625) Feryalözel, 2023

## Schriften
- The effects of strong magnetic and gravitational fields on emission properties of neutron stars (Dissertation). Harvard University, 2002.